# Wojciech Grzyb (siatkarz)

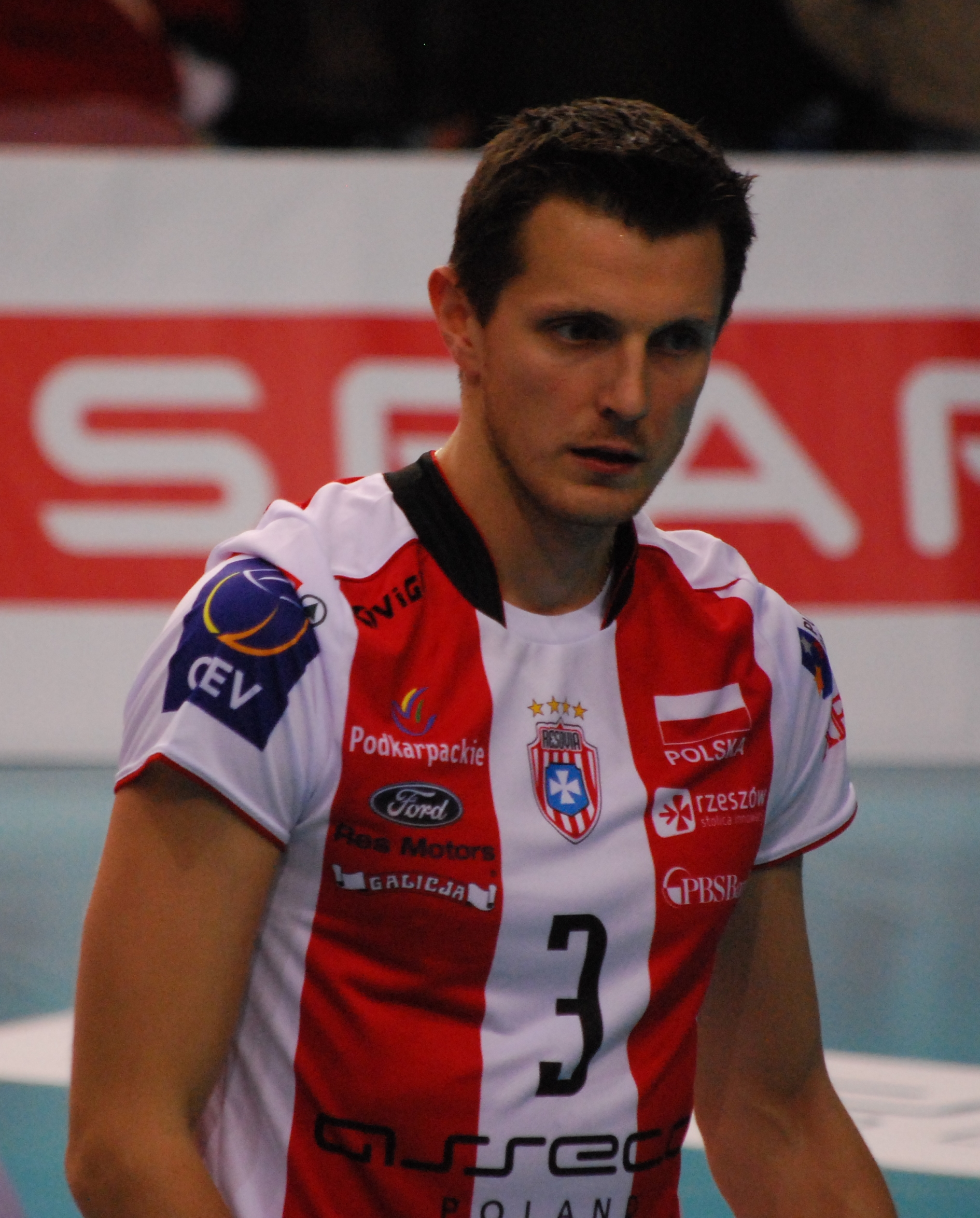
Wojciech Grzyb zawodnikiem Asseco Resovii Rzeszów w sezonie 2010/2011

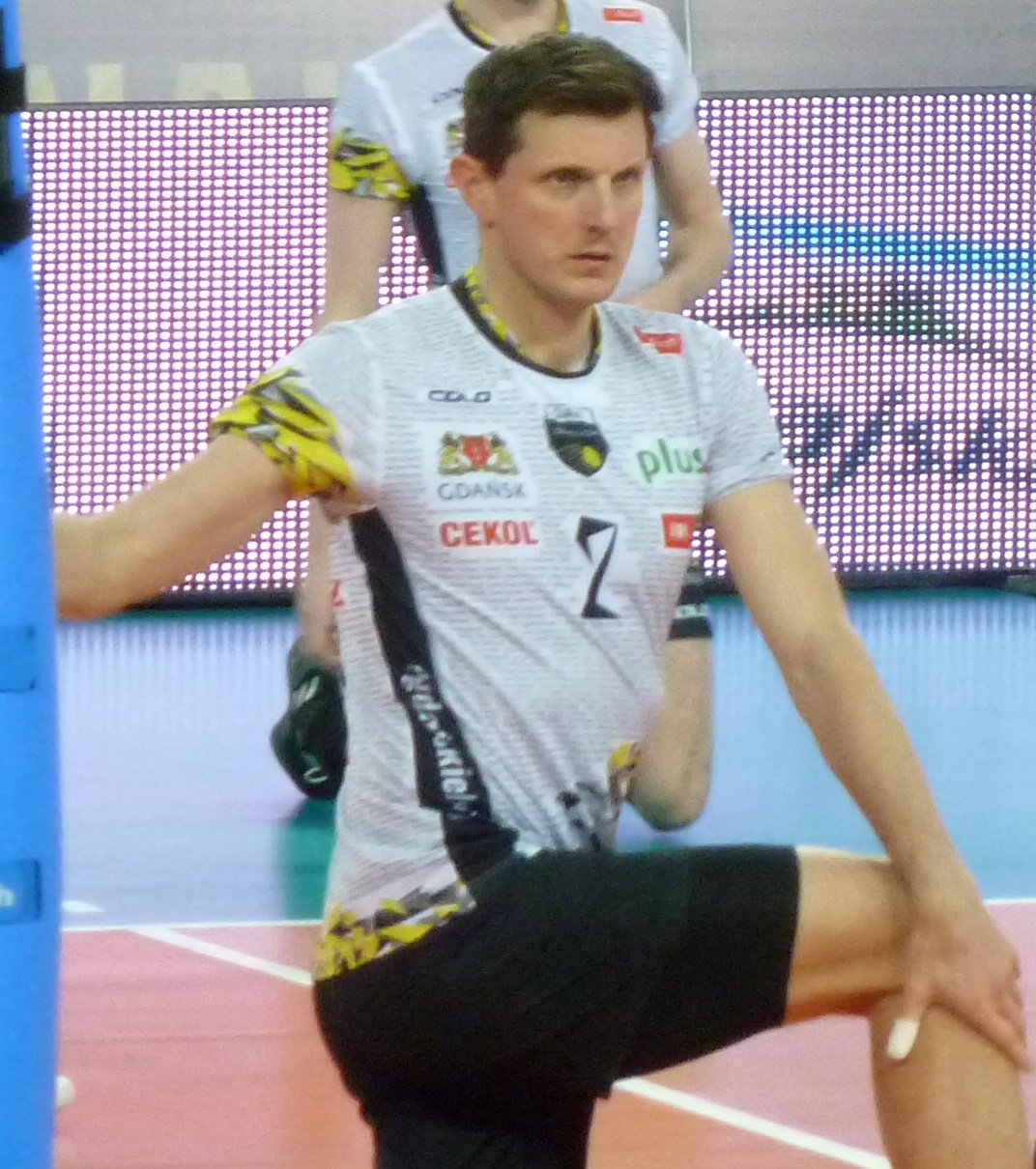
Wojciech Grzyb zawodnikiem Trefla Gdańsk w sezonie 2017/2018

Wojciech Dariusz Grzyb (ur. 4 stycznia 1981 w Olsztynie) – polski siatkarz, grający na pozycji środkowego.

## Życiorys
W 2003 roku do szerokiego składu kadry Wojciecha Grzyba powołał trener Waldemar Wspaniały. Z kolei rok później otrzymał powołanie z rąk trenera Stanisława Gościniaka. Zadebiutował 16 maja 2003 roku w towarzyskim meczu z Łotwą. W 2006 roku został powołany na mistrzostwa świata, gdzie zdobył z reprezentacją srebrny medal. W 2009 roku zrezygnował z gry w reprezentacji.
Ma żonę Katarzynę i dzieci: Michała, Lenę i Lilianę. W 2018 roku Michał brał udział w XXIV Ogólnopolskim Finale Turnieju Minisiatkówki Kinder+Sport w Zabrzu, gdzie skończył zawody na miejscach 9-12. Od sezonu 2024/2025 jego syn Michał, który gra na pozycji przyjmującego, zagra w czeskim klubie VK Ostrava.
6 grudnia 2006 za wybitne osiągnięcia sportowe, prezydent RP Lech Kaczyński odznaczył go Złotym Krzyżem Zasługi.
W reprezentacji polski rozegrał 120 meczów.

## Kariera klubowa
| Kariera juniorska | Kariera juniorska      | Kariera juniorska | Kariera juniorska | Kariera juniorska | Kariera juniorska | Kariera juniorska | Kariera juniorska | Kariera juniorska | Kariera juniorska | Kariera juniorska |
| ----------------- | ---------------------- | ----------------- | ----------------- | ----------------- | ----------------- | ----------------- | ----------------- | ----------------- | ----------------- | ----------------- |
| Lata              | Klub                   |                   |                   |                   |                   |                   |                   |                   |                   |                   |
|                   | SMS Rzeszów            |                   |                   |                   |                   |                   |                   |                   |                   |                   |
| Kariera seniorska |                        |                   |                   |                   |                   |                   |                   |                   |                   |                   |
| Lata              | Klub                   |                   |                   |                   |                   |                   |                   |                   |                   |                   |
| 2000–2009         | AZS Olsztyn            |                   |                   |                   |                   |                   |                   |                   |                   |                   |
| 2009–2014         | Asseco Resovia Rzeszów |                   |                   |                   |                   |                   |                   |                   |                   |                   |
| 2014–2020         | Trefl Gdańsk           |                   |                   |                   |                   |                   |                   |                   |                   |                   |

## Sukcesy klubowe
Mistrzostwo Polski juniorów młodszych:
- 1998

Mistrzostwo Polski:
- 2012, 2013
- 2004, 2005, 2014, 2015
- 2006, 2007, 2008, 2010, 2011, 2018

Puchar CEV:
- 2012

Superpuchar Polski:
- 2013, 2015

Puchar Polski:
- 2015, 2018

## Sukcesy reprezentacyjne
Mistrzostwa Świata Juniorów:
- 1997

Mistrzostwa Świata:
- 2006

## Statystyki zawodnika
| Impreza                                | Punkty z ataku | Punkty z bloku | Asy serwisowe | Suma |
| Liga Światowa 2005                     | 60             | 34             | 3             | 97   |
| Kwalifikacje do mistrzostw świata 2006 | 3              |                | 1             | 4    |
| Liga Światowa 2006                     | 27             | 10             | 1             | 38   |
| Mistrzostwa świata 2006                | 5              | 2              |               | 7    |
| Liga Światowa 2007                     | 52             | 17             |               | 69   |
| Liga Światowa 2008                     | 13             | 5              | 1             | 19   |
| Liga Światowa 2009                     | 2              | 1              |               | 3    |